# Игра в браслетах
«Игра́ в брасле́тах» — художественный фильм Никиты Хубова 1998 года.

## Сюжет
Дато находится в переходном возрасте: 13 лет. Он влюбляется в свою сверстницу Лену; но, по ходу событий сталкивется с преступным «авторитетом» по кличке Господин. Для Дато, которому внезапно нравится неожиданное и непонятное внимание нового знакомого, всё это становится всё более и более запутанным — и сильно пугающим.

## В ролях
- Георгий Оманидзе
- Сергей Тарамаев
- Лиза Олиферова
- Леван Джакели

## Съёмочная группа
- Режиссёр: Никита Хубов
- Продюсер: Сергей Ливнев
- Сценарий: Никита Хубов
- Оператор: Александр Антипенко[1]
- Композитор: Александр Кнайфель[1]

## Признание
- В 1999 году фильм номинировался на «Нику»[2] за лучшую операторскую работу.
- Фильм упомянут в концептуальном обзоре Матизена.